# Baronia de Verges
La Baronia de Verges fou una jurisdicció senyorial centrada al Castell de Verges i que comprenia també Bellcaire d'Empordà i la Tallada d'Empordà. Pertangué als vescomtes de Rocabertí (des del 1418) i a una línia d'aquest llinatge, la dels barons de Sant Mori. Passà als Cardona, i el 1587 fou incorporada a la corona.
El 1078 s'esmenta el vescomte Ramon de Verges, títol que no tingué continuïtat. Aquest mateix personatge signa com a testimoni el testament del comte Ponç I d'Empúries, del 1078, amb el nom de Raimundo Guillielmi de Virgines. Se suposa que es tracta d'un dels vescomtes d'Empúries. La vila i el castell de Verges foren possessió dels comtes d'Empúries.
El castell va ser motiu de nombroses disputes entre el bisbe de Girona i el comte d'Empúries, fins al punt de ser el castell empenyorat i el comte Hug IV excomunicat. L'any 1225, el comte Hug IV d'Empúries donà al bisbe de Girona Alemany d'Aiguaviva, com a penyora, el «castrum de Virginibus» juntament amb el Castell d'Ullastret i la vila d'Empúries.
Junt amb la vila, va pertànyer als comtes d'Empúries fins al 1295 en què fou donat en feu a Bernat Amat de Cardona i d'Empúries, per ser-li confiscat de nou el 1302. Bernat Amat s'havia dedicat a saquejar diverses localitats empordaneses que depenien del bisbe de Girona; morí l'any 1310. Les activitats del batlle del castell de Verges, que representava el comte d'Empúries els anys 1329 i 1357, també foren motiu de diverses queixes.
Al segle xiv, durant les lluites entre el comte Joan I d'Empúries i el rei Pere el Cerimoniós, el comandament del castell fou lliurat al cap d'uns mercenaris gascons i armanyaguesos anomenat Bita, previ jurament, a l'església de Verges, que respectarien tot el que calia respectar. El setembre de 1385, Verges fou presa per l'exèrcit reial de Pere el Cerimoniós, comandat per Bernat de Fortià, el qual, dos anys més tard, annexà el Comtat d'Empúries a la corona, per retornar-lo el 1387 al comte Joan.
El 1399 el comte Joan II va vendre la baronia de Verges, que comprenia Verges, la Tallada i Bellcaire, al seu germà Pere II. En morir aquest, la baronia passà a la seva muller i hereva Joana de Rocabertí, amb la qual començà el domini d'aquesta poderosa família —i d'una línia d'aquest llinatge, la dels barons de Sant Mori— sobre la baronia de Verges, fins que el 1587 el rei Felip II ordenà la seva incorporació a la corona i el pas de Verges a vila reial.